# 하카리주

하카리주의 위치

하카리주(튀르키예어: Hakkâri ili) 또는 하카리주는 튀르키예 남동부에 위치한 주로, 동아나톨리아 지역에 속한다. 주도는 하카리이며 면적은 7,121km2, 인구는 272,566명(2007년 기준), 자동차 번호는 30번, 시외전화 지역번호는 0438번이다. 1936년 반주에서 분리되어 신설되었으며 이란, 이라크와 국경을 접한다. 4개 군을 관할한다.

## 인구
| 연도    | 인구    | ±% p.a. |
| ------- | ------- | ------- |
| 1927    | 24,980  | —       |
| 1940    | 36,446  | +2.95%  |
| 1950    | 44,207  | +1.95%  |
| 1960    | 67,766  | +4.36%  |
| 1970    | 102,312 | +4.21%  |
| 1980    | 155,463 | +4.27%  |
| 1990    | 172,479 | +1.04%  |
| 2000    | 236,581 | +3.21%  |
| 2010    | 251,302 | +0.61%  |
| 2018    | 286,470 | +1.65%  |
| source: |         |         |